# Nowa Wasyliwka (obwód żytomierski)
Nowa Wasyliwka (ukr. Нова Василівка) – wieś na Ukrainie, w obwodzie żytomierskim, w rejonie żytomierskim, w hromadzie Bereziwka. W 2001 liczyła 466 mieszkańców, spośród których 461 wskazało jako ojczysty język ukraiński, a 5 rosyjski.